# Wendenplan (Kahla)
In der thüringischen Stadt Kahla soll es einen Wendenplan im Bereich Töpfergasse und Heimbürgestraße gegeben haben. Volkstümlich wurde von einem Entenplan gesprochen.
Es war ein Rest des alten Stadtgrabens unterhalb der Stadtkirche von Kahla gewesen, der 1821 zugeschüttet wurde. Die Bezeichnung Entenplan, die es in verschiedenen thüringischen Städten gibt, hat dabei etwas des Beigeschmack des Abseitigen und Unstädischen. Dieser Bereich ist überbaut. Es befand sich hier auch einmal ein Teich, der im Thüringer Sagenschatz der „Blutteich“ genannt wurde.
Die Stadtkirche von Kahla steht auf der Liste der Kulturdenkmale in Kahla.